# Agglutinaria operculata
Agglutinaria operculata är en nässeldjursart som beskrevs av Antsulevich 1987. Agglutinaria operculata ingår i släktet Agglutinaria och familjen Lineolariidae. Inga underarter finns listade i Catalogue of Life.